# Tore Karte
Tore Karte (20 de noviembre de 1914 - 9 de septiembre de 2002) fue un actor y director teatral de nacionalidad sueca.
Su verdadero nombre era Tore Erling Olsson, y nació en Gotemburgo, Suecia.
Entre 1957 y 1965 trabajó en funciones de dirección en el Fredriksdalsteatern. 
Falleció en Estocolmo, Suecia, en el año 2002. Desde 1946 estuvo casado con la actriz Kerstin Karte.

## Filmografía
- 1944 : Vi behöver varann
- 1945 : En förtjusande fröken
- 1947 : Nyckeln och ringen
- 1947 : Det vackraste på jorden
- 1953 : Vi tre debutera
- 1983 : Fanny y Alexander

## Teatro (selección)

### Actor
- 1949 : Tre cirklar, de Erik Müller, dirección de Johan Falck, Norrköping-Linköping stadsteater
- 1949 : César y Cleopatra, de George Bernard Shaw, dirección de Johan Falck, Norrköping-Linköping stadsteater
- 1949 : Muerte de un viajante, de Arthur Miller, dirección de Johan Falck, Norrköping-Linköping stadsteater
- 1949 : Alltsedan paradiset, de J. B. Priestley, dirección de Per Gerhard, Norrköping-Linköping stadsteater
- 1950 : Tre cirklar, de Erik Müller, dirección de Johan Falck, Norrköping-Linköping stadsteater
- 1950 : Den respektfulla skökan, de Jean-Paul Sartre, dirección de Pär-Edward Wahlgren, Norrköping-Linköping stadsteater
- 1950 : Mannen, de Mel Dinelli, dirección de Per Gerhard, Norrköping-Linköping stadsteater
- 1950 : Den långa kniven, de Clifford Odets, dirección de Karin Kavli, Norrköping-Linköping stadsteater
- 1950 : Hamlet, de William Shakespeare, dirección de Johan Falck, Norrköping-Linköping stadsteater
- 1951 : Bodas de sangre, de Federico García Lorca, dirección de Johan Falck, Norrköping-Linköping stadsteater
- 1951 : 24 röda rosor, de Aldo De Benedetti, dirección de Pär-Edward Wahlgren, Norrköping-Linköping stadsteater
- 1951 : Mannen du gav mig, de Clifford Odets, dirección de Ingmar Bergman, gira[2]
- 1951 : Jag älskar min son, de John Steinbeck, dirección de Karin Kavli, Norrköping-Linköping stadsteater
- 1951 : Robespierre, de Rudolf Värnlund, dirección de Johan Falck, Norrköping-Linköping stadsteater
- 1951 : La rosa tatuada, de Tennessee Williams, dirección de Ingmar Bergman, Norrköping-Linköping stadsteater[3]
- 1952 : Tiger-Harry, de Tore Zetterholm, dirección de Johan Falck, Norrköping-Linköping stadsteater
- 1952 : I dag och i morgon, de J. B. Priestley, dirección de Johan Falck, Norrköping-Linköping stadsteater
- 1952 : Swedenhielms, de Hjalmar Bergman, dirección de Johan Falck, Norrköping-Linköping stadsteater
- 1957 : Den fantastiske herr Pennypacker, de Liam O'Brien, dirección de Mats Johansson, Teatro Popular de Gotemburgo[4]
- 1958 : Mannen, djuret och dygden, de Luigi Pirandello, dirección de Gunnar Ekström, Teatro Popular de Gotemburgo[5]
- 1959 : Romans på slottet, de Staffan Tjerneld y Kai Normann Andersen, dirección de Jackie Söderman, Teatro Popular de Gotemburgo[6]
- 1960 : El enfermo imaginario, de Moliére, dirección de Tore Karte, Fredriksdalsteatern[7]

### Director
- 1956 : Kassabrist, de Vilhelm Moberg, Fredriksdalsteatern[8]
- 1957 : El avaro, de Moliére, Fredriksdalsteatern[9]
- 1958 : El burgués gentilhombre, de Moliére, Fredriksdalsteatern[10]
- 1959 : Den stundesløse, de Ludvig Holberg, Fredriksdalsteatern
- 1960 : El enfermo imaginario, de Moliére, Fredriksdalsteatern]]
- 1961 : Le Légataire universel, de Jean-François Regnard, Fredriksdalsteatern[11]
- 1962 : Achilles i panny, de Artur Maria Swinarski, Fredriksdalsteatern[12]
- 1963 : Casa con dos puertas, mala es de guardar, de Pedro Calderón de la Barca, adaptación de Hjalmar Gullberg y Ivar Harrie, Fredriksdalsteatern[13]
- 1964 : Rape of the Belt, de Benn Levy, adaptación de Gustaf Molander, Fredriksdalsteatern[14]